# Апостольська нунціатура в Білорусі
Апостольська нунціатура Святого Престолу в Республіці Білорусь — дипломатичне представництво (посольство) Святого Престолу в Республіці Білорусь. Була заснована у 1992 році, коли Білорусь встановила дипломатичні відносини зі Святим Престолом.

## Історія
Апостольська нунціатура, постійне дипломатичне представництво Святого Престолу в Білорусі, була заснована Апостольським листом папи Івана Павла II «Qvantam tandem» 11 листопада 1992 року, в день офіційного встановлення дипломатичних відносин між Святим Престолом та Республікою Білорусь.
Після утворення нунціатура деякий час перебувала у Ватикані. 18 травня 1994 року резиденція нунція була перенесена до Мінська та тимчасово розміщена в готелі «Білорусь», вул. Старажовська, 15. Потім нунціатуру перенесли до приміщення за адресою вул. Заславська, 25. З лютого 1997 року до жовтня 2017 року Апостольська нунціатура в Білорусі містилася в орендованому приміщенні по вул. Володарського, 6. У жовтні 2017 року з нагоди 25-ліття встановлення дипломатичних відносин Білорусі і Ватикану нунціатура отримала нове приміщення за адресою проспект Незалежності, 46д.
Першим нунцієм у Білорусі був Ґабріель Монтальво Іґера. 25 березня 2025 року обов'язки посла Святого Престолу виконує італійський архієпископ Іньяціо Чеффалія.

## Нунції
- Ґабріель Монтальво Іґера (17 квітня 1993 — 18 травня 1994 — призначений до Римської курії);
- Аґостіно Маркетто (18 травня 1994—1996 — призначений у державний секретаріат Ватикану);
- Домінік Грушовський (15 квітня 1996 — 28 липня 2001, емерит);
- Іван Юркович (28 липня 2001 — 22 квітня 2004 — призначений апостольським нунцієм в Україні);
- Мартин Видович (15 вересня 2004 — 15 липня 2011, емерит);
- Клаудіо Гуджеротті (15 липня 2011 — 13 листопада 2015 — призначений апостольським нунцієм в Україні);
- Габор Пінтер (13 травня 2016 — 12 листопада 2019 — призначений апостольським нунцієм у Гондурасі);
- Анте Йозич (21 травня 2020 — 28 червня 2024 — призначений апостольським нунцієм до Грузії і Вірменії);
- Іньяціо Чеффалія (з 25 березня 2025)